# Malc Monjo
Malc Monjo (en llatí Malchus Monachus) fou un monjo sirià autor d'una curiosa autobiografia que va dictar ja de molt vell a Jeroni d'Estridó, llavors un home jove que residia a Marònia, un llogaret a 50 km d'Antioquia. (Jeroni d'Estridó. Vita Malchi, Opera, vol. II col. 41 i ss.).